# Sinaaibrug
De Sinaaibrug is een ophaalbrug over de Moervaart in Sinaai, een deelgemeente van Sint-Niklaas in de Belgische provincie Oost-Vlaanderen.
John Kennedybrug · Spanjeveerbrug · Overledebrug · Kalvebrug · Terwestbrug · Vapeurbrug · Dambrug · Coudenbornbrug · Sinaaibrug · Spletterenbrug